# DVDFab
DVDFab è un programma, prodotto dalla Fengtao Software Inc., che permette la decodifica e la copia di video da Blu Ray, DVD e HD DVD.

## Caratteristiche
DVDFab è un programma capace di estrarre un disco intero, un singolo titolo, ecc. da un DVD o Blu-ray. L'estrazione può essere salvata su un disco rigido o masterizzata su un disco ottico. È in grado di decifrare gli schemi di protezione che altrimenti impedirebbero la copia del contenuto da un DVD o Blu-Ray, oltre alle filigrane audio come Cinavia.
Il supporto per il formato Blu-ray è stato aggiunto nella versione 6 DVDFab ora supporta l'architettura CUDA di NVIDIA e AMD APP Acceleration per rendere più veloce la conversione.